# Vuelta al Etna
La Vuelta al Etna es una antigua carrera ciclista disputada alrededor del Etna, en la Provincia de Catania, en Sicilia. 
Creada en 1980, hasta 1997 se llamó bajo este nombre pero el Gruppo Sportivo Emilia la organizó de 2001 a 2004 bajo el nombre del Trofeo del Etna.

## Palmarés
| Año     | Ganador              | Segundo             | Tercero            |
| ------- | -------------------- | ------------------- | ------------------ |
| 1980    | Wladimiro Panizza    | Claudio Bortolotto  | Salvatore Maccali  |
| 1981    | Giuseppe Saronni     | Giovanni Mantovani  | Francesco Moser    |
| 1982    | Wladimiro Panizza    | Franco Chioccioli   | Giuseppe Petito    |
| 1983    | Giovanni Mantovani   | Mario Noris         | Daniele Caroli     |
| 1984    | Francesco Moser      | Pierino Gavazzi     | Franco Chioccioli  |
| 1985    | Francesco Moser      | Johan van der Velde | Daniele Caroli     |
| 1986    | Francesco Moser      | Silvano Ricco       | Acácio da Silva    |
| 1987    | Adriano Baffi        | Franco Chioccioli   | Marco Saligari     |
| 1988    | Paolo Cimini         | Giuseppe Calcaterra | Adriano Baffi      |
| 1989    | Rolf Sørensen        | Claudio Chiappucci  | Enrico Galleschi   |
| 1990    | Adriano Baffi        | Benny Van Brabant   | Maurizio Fondriest |
| 1991    | Mario Cipollini      | Giuseppe Citterio   | Adriano Baffi      |
| 1992    | Stefano Colagè       | Stefano Zanini      | Bart Bowen         |
| 1993    | no se disputó        | no se disputó       | no se disputó      |
| 1994    | Stefano Zanini       | Maurizio Fondriest  | Davide Rebellin    |
| 1995    | Stefano Colagè       | Roberto Petito      | Stefano Borgheresi |
| 1996    | Fabiano Fontanelli   | Giovanni Lombardi   | Adriano Baffi      |
| 1997    | Biagio Conte         | Fabio Baldato       | Silvio Martinello  |
| 1998-00 | no se disputó        | no se disputó       | no se disputó      |
| 2001    | Timothy David Jones  | Diego Ferrari       | Denis Lunghi       |
| 2002    | Fabio Baldato        | Mijailo Jalilov     | Jan Bratkowski     |
| 2003    | Filippo Pozzato      | Biagio Conte        | Mario Manzoni      |
| 2004    | Leonardo Bertagnolli | Kyrylo Pospyeyev    | Marlon Pérez       |

## Palmarés por países
| País      | Victorias |
| --------- | --------- |
| Italia    | 21        |
| Dinamarca | 1         |
| Zimbabue  | 1         |